# Ditylenchus dipsaci
Ditylenchus dipsaci, o nematode degli steli e dei bulbi, è una specie di nematode, molto comune in Europa.

## Descrizione
Si tratta di un verme di circa 1 o 2 mm di lunghezza e 20-35 µm di larghezza Le dimensioni sono simili per il maschio e la femmina.

## Distribuzione
Questo nematode è diffuso in molte aree temperate incluse Europa e bacino del Mediterraneo, America settentrionale e meridionale, Africa meridionale, Asia e Oceania, ma non è caratteristico delle regioni con clima tropicale e clima subtropicale, ad eccezione delle altitudini più elevate.

## Comportamento
Endoparassita polifago, attacca più di un migliaio di piante coltivate e spontanee e per alcune di esse rappresenta un organismo di quarantena.
Il nematode penetra nei tessuti vegetali dal suolo, da altre piante colpite e occasionalmente dai semi. Al loro interno, ne perfora le pareti portando alla formazione di cavità e di necrosi (visibili esternamente come tumefazioni).
L'infestazione si propaga più facilmente in seguito a piogge, perché il parassita si sposta più agevolmente su terreni e superfici umide.
Gli esemplari femmine depongono fino a 500 uova durante la sua vita (una settantina di giorni) e se le condizioni climatiche sono ottimali (temperatura attorno a 15-20 °C), possono svilupparsi fino a sei generazioni (un ciclo vitale completo dura una ventina di giorni).
infesta più di 400 specie, fra cui si possono citare fra le piante coltivate a uso alimentare o medicinale:
- le graminacee[4] (avena, segale, mais)
- le liliacee[4] (cipolla[6], scalogno, aglio, porro[7])
- le leguminose (erba medica, fagioli, trifoglio[3])
- le solanacee (patata[3], tabacco[3])
- le crucifere (cavolo, rapa)
- le moracee (marijuana, luppolo).

Fra le piante ornamentali invece colpisce ortensie, giacinti e iris